# Telephanus simplicicollis
Telephanus simplicicollis là một loài bọ cánh cứng trong họ Silvanidae. Loài này được Sharp miêu tả khoa học năm 1889.